# Scuola di cavalleria dell'Esercito Italiano
La Scuola di cavalleria dell'Esercito Italiano, ubicata a Lecce è l'istituto preposto alla formazione di tutto il personale dell'Arma di cavalleria della forza armata.

La scuola si configura come polo blindo/corazzato e offre corsi di formazione e specializzazione agli allievi dell'Accademia militare di Modena, a quelli della Scuola sottufficiali dell'Esercito Italiano, agli allievi Sergenti dell'80º Reggimento "Roma" e a tutto il personale da impiegare in reparti blindo/corazzati, compresi i volontari in servizio permanente e i volontari in ferma prefissata.

## Storia
Con R. Viglietto datato 15 novembre 1823 dal Real Castello di Stupinigi viene stabilita, a partire dal successivo 1º gennaio (1824), la costituzione della Regia Scuola Militare di equitazione alla Venaria Reale (Torino), su ordine del re di Sardegna Carlo Felice, al fine di istruire gli allievi di cavalleria, gli ufficiali di tutte le armi e la corte reale.
Nel 1849 venne ricostituita la Scuola militare di cavalleria a Pinerolo e nel 1891 fu distaccata una sede a Tor di Quinto.
Nel 1910 la Scuola cambiò nome in Scuola d'Applicazione di Cavalleria dove dal 1912, per un anno, vi presta servizio il Tenente Antonio Bosio, proveniente dal Reggimento "Lancieri di Novara" (5º) e futuro Capo di stato maggiore dell'Aeronautica Militare.
Con la seconda guerra mondiale la scuola venne sciolta, e ricostituita nel 1946 a Tor di Quinto come Scuola di cavalleria blindata.
Nel 1951 la scuola si fonde con la Scuola di Carrismo (a sua volta istituita a Roma nel 1947), andando a formare a Caserta la Scuola Truppe Corazzate. In questo centro, per quarant'anni saranno formati gli equipaggi e i quadri di tutte le unità della specialità carristi e dei reparti di cavalleria dotate di carri armati, mentre la formazione del personale delle unità di cavalleria meccanizzate viene svolta a Cesano (Roma), presso la Scuola di Fanteria e Cavalleria, cui è affidata anche la custodia dello Stendardo dell'arma di cavalleria.
Nel 1991 il Comando della Scuola Truppe Corazzate, ente fino ad allora suddiviso fra le due sedi di Caserta e Lecce si trasferisce nel capoluogo salentino ove concentra anche tutte le funzioni prima svolte nella sede di Caserta che viene ceduta ad altra articolazione dell'Esercito.
Intanto, nel 1992, in concomitanza con l'assegnazione delle nuove blindo pesanti "Centauro" ai reggimenti di cavalleria, la Scuola di Fanteria e di Cavalleria si scinde trasformandosi in Scuola di Fanteria (Cesano) mentre la Scuola di Cavalleria viene ricostituita ex novo a Montelibretti presso il preesistente Centro Addestramento Ippico Militare. In tale scuola viene accentrata la formazione dei quadri e degli equipaggi di tutte le unità dell'arma ormai a fisionomia omogenea. Intanto nel 1993, a Lecce, la Scuola Truppe Corazzate, che ormai rivolge i suoi compiti unicamente al personale delle unità carri della Specialità Carristi assume la denominazione di Scuola di Carrismo.
Nel 1998, in vista dell'incorporazione della Specialità Carristi nell'Arma di Cavalleria disposto l'anno successivo, si costituisce il c.d. "Polo addestrativo blindo/corazzato". Tale provvedimento comporta la trasformazione della Scuola di Cavalleria di Montelibretti in Raggruppamento addestrativo RSTA (Recoinassance Surveillance Target Acquisition) e la ridenominazione della Scuola di Carrismo di Lecce in "Scuola di Cavalleria e delle Truppe Corazzate".
Nel 2000 la denominazione della scuola di Lecce muta nuovamente, contraendosi in "Scuola di Cavalleria" ma le sue funzioni restano invariate. Nel 2007 assorbe anche le funzioni del Raggruppamento addestrativo RSTA di Montelibretti che viene sciolto. Al suo posto, nella sede laziale rimane il Centro militare di equitazione, posto alle dirette dipendenze della Scuola di cavalleria.
Il 1º dicembre 2011 alla Scuola di Cavalleria viene assegnato il 31º Reggimento carri, che si trasferisce dalla sede di Altamura in quella di Lecce (caserma "Nacci"). Nella nuova dipendenza, l’unità si riorganizza, assumendo un assetto organico ad hoc di tipo “misto” che – nell’ambito del progetto denominato "Soldato Futuro" – l’ha resa idonea a svolgere il particolarissimo compito di condurre la sperimentazione dei sistemi di Comando e Controllo digitalizzati e degli equipaggiamenti tecnologici individuali destinati a essere immessi in servizio nell’Esercito nei prossimi anni. Dopo aver portato a termine tale missione il Reggimento è stato proficuamente impiegato dalla Scuola di Cavalleria nell’ambito delle attività svolte dal dipendente Centro di Addestramento Tattico di 2º livello operante presso il poligono di Torre Veneri. Avvalendosi del 31º reggimento carri la Scuola di Cavalleria ha contribuito in misura determinante all'approntamento delle unità dell’Esercito destinate ad essere immesse nei vari Teatri Operativi fuori area. Dal 28 febbraio 2017 il 31° ha cessato di dipendere dalla Scuola di Cavalleria ed è stato reinserito nei ranghi della Brigata meccanizzata "Pinerolo".
([1]) Il 31° condivide con il 3º Reggimento corazzato che nella sua sede di Persano inquadrò uno squadrone dei Cavalleggeri di Alessandria, la particolarità di avere inquadrato nei propri ranghi un’unità minore di cavalleria.

## Stemma
Lo stemma è stato concesso nel 1998.
Ornamenti esteriori. Lo scudo è sormontato dalla corona turrita di oro degli enti militari. Sotto lo scudo, su lista bifida e svolazzante d'oro, il motto, in lettere maiuscole di nero: "Con impeto e ferreo cuore oltre l'ostacolo".»

## Decorazioni
Lo stendardo dell'Arma di cavalleria, custodito presso la Scuola, è decorato di: